# Units in the City
Units in the City är det första studioalbumet av rapparen Shawty Lo. Det släpptes 26 februari 2008. 

## Låtlista
| Nr | Title                   | Producer(s) | Featured guest(s)                          | Time |
| -- | ----------------------- | ----------- | ------------------------------------------ | ---- |
| 1  | "100,000"               | Sunny Beatz |                                            | 3:39 |
| 2  | "Dey Know"              | Balis Beats |                                            | 3:15 |
| 3  | "Dunn Dunn"             | Sunny Beatz |                                            | 3:17 |
| 4  | "Foolish"               | DJ Montay   |                                            | 3:53 |
| 5  | "Lets Get It"           | DJ Pooh     | DG Yola                                    | 4:15 |
| 6  | "Feels Good to Be Here" |             |                                            | 3:34 |
| 7  | "Ain't Tellin' You"     |             | Phace Baity                                | 2:58 |
| 8  | "Cut the Check"         | Marquezzz   | Lil Mark and Braski                        | 3:26 |
| 9  | "GA Lotto"              |             |                                            | 3:10 |
| 10 | "That's Shawty Lo"      |             |                                            | 3:32 |
| 11 | "Easily I Approach"     |             |                                            | 3:19 |
| 12 | "Live My Life"          |             | Kool Ace                                   | 2:46 |
| 13 | "Got Em 4 the Lo"       | Sunny Beatz | Gucci Mane and Stuntman                    | 3:22 |
| 14 | "Count on Me"           |             | Miss T                                     | 3:18 |
| 15 | "We Gon Ride"           | Marquezzz   | Mook B, G-Child, Stuntman, Lil Mark and 40 | 3:16 |

## Singlar
- Dey Know -  4 december 2007
- Dunn Dunn - 2008
- Foolish - 17 juni 2008

## Listplaceringar
| Lista (2008)                  | List- position |
| ----------------------------- | -------------- |
| U.S. Top R&B/Hip-Hop Albums   | 4              |
| U.S. Billboard Top Rap Albums | 2              |
| U.S. Billboard 200            | 13             |